# 雪舟国際美術協会
一般社団法人 雪舟国際美術協会（せっしゅうこくさいびじゅつきょうかい）は、1994年創立の美術家の団体であり、公募展の名称である。
水墨画、日本画、書を対象としている。雪舟国際美術協会展、雪舟展と呼ばれている。
毎年12月には東京・六本木の国立新美術館で「雪舟国際美術協会展」を開催。東京・上野の東京都美術館でも「雪舟国際美術協会 特別展」を開催している。
この公募団体は、室町時代の画僧・雪舟等楊に日本美術の範を求め、かつて雪舟が水墨画の本場である明代の中国で認められたように、海外を舞台に活躍できる現代日本の書家・水墨画・日本画を輩出すべく「雪舟国際美術協会」と名付けられた。